# تيدي ديفيس
تيدي ديفيس (بالإنجليزية: Teddy Davis)‏ (23 يونيو 1923 - 4 يونيو 1966) هو ملاكم أمريكي.

## روابط خارجية
- تيدي ديفيس على موقع بوكس ريك (الإنجليزية) (registration required)